# Can Ricart (Poblenou)
Can Ricart és un conjunt fabril que ocupa un espai equivalent a quatre illes del Pla Cerdà i és situat a l'antic eix industrial del carrer de Pere IV al Poblenou de Barcelona, a la vora d'altres antigues fàbriques com Oliva Artés, Ca l'Alier, La Escocesa o Ca l'Illa. Declarat bé cultural d'interès nacional, està format per un sistema de naus, carrers i places que presenta una gran racionalitat compositiva i que ha de ser conservat en el seu conjunt per a evitar perdre l'essència de recinte neoclàssic del segle xix.

## Història i descripció
El 1851, el fabricant Jaume Ricart i Guitart va constituir la societat Ricart i Manoury amb el francès Eugeni Manoury, natural de Bolbec (Normandia), per a fabricar estampats a la seva fàbrica del Raval. Tenia 2 cilindres i 2 perrotines, que funcionaven amb una màquina de vapor de 16 CV, i 52 persones que hi treballaven. La societat es va dissoldre el 29 de gener del 1853, i el 14 de març, Ricart va adquirir en emfiteusi al pagès Francesc Alsina i Buada uns terrenys a Sant Martí de Provençals, prop de la carretera de Mataró (actual carrer de Pere IV), per a construir-hi una nova fàbrica d'estampats moguda per vapor, obtenint la llicència el juny. L'arquitecte Josep Oriol i Bernadet hi va projectar un edifici de planta en forma de «T», formada per dues «quadres» amb orientació NW-SE i NE-SW, de manera que s'aprofités el màxim la llum del sol i tenint en compte la xarxa de séquies existent per tal d'aprofitar l'aigua, essencial en el procés de blanqueig i tenyit. Sembla que el sistema utilitzat als murs fou el paredat i el sistema de suport de les cobertes es va fer mitjançant encavallades de pont de fusta. El llenguatge era neoclassicista amb una composició de forta simetria, encara que pobre en elements ornamentals d'aquell estil.
Oriol i Bernadet morí el 1860 i fou rellevat per Josep Fontserè i Mestre, que inicià un seguit d'ampliacions i reformes de les naus per tal de dotar-les d'un caire més fabril. Utilitzà el maó per a les parets, així com columnes de fosa i encavallades metàl·liques, i se centrà en la construcció de la torre del rellotge i d'un edifici exempt on s'instal·laren els corrons d'estampar. El 1862, Jaume Ricart i el seu fill Frederic Ricart i Gibert (Jaume Ricart i Fill) van adquirir en emfiteusi al mateix Alsina una altra parcel·la, juntament amb el camí d'accés des de la carretera (actual carrer d'Emília Coranty). A l'aixecament planimètric realitzat per Fontserè el 1866 amb motiu de l'adquisició del complex per la nova societat Ricart i Companyia, regentada per Frederic Ricart, hi destaquen la porteria a l’entrada del recinte; els habitatges de contramestre i propietari; el cos principal, amb la nau central de façana simètrica i naus adossades, i la nau lateral paral·lela a la séquia, que ja mostra l'extensió del recinte cap al nord; així com la xemeneia, que encara avui destaca sobre el conjunt, connectada amb la sala del vapor i la de calderes.
A partir del 1877 s'hi construïren dues noves «quadres» al passatge d'acord amb el llenguatge proposat per Oriol i Bernadet. Segons fonts de l'època, el recinte fabril ocupava el 1884 una superfície de 39.770 m², dels quals 14.440 eren edificats. El 1907, s'hi va renovar el sistema energètic amb la instal·lació d'una nova caldera de vapor, i es van construir una sèrie d'edificacions noves al sector oriental. Cap al 1913, Can Ricart va passar a formar part del grup empresarial tèxtil de la família Bertrand i Serra, que hi mantingué durant uns anys les activitats amb el nom de Filatures Ricart SA fins que la va absorbir definitivament el 1925. A partir del 1922, el gran recinte fabril es va convertir en un parc industrial de locals de lloguer amb la instal·lació de la Compañía Hispano Filipina, dedicada a la producció d'oli de coco i sabó, a les naus del final del passatge. Poc després va arribar-hi la Sociedad Ibérica de Industrias Químicas, creada el 1923, que ocupà la nau del passatge, on encara mantenia instal·lacions el 2005. L'activitat tèxtil es mantingué en una part de la nau principal i una de les perpendiculars per una empresa d'estampats que el 1931 havia esdevingut propietat de J. Font i que fins fa pocs anys s'ha mantingut com a fàbrica de tints.
Passada la Guerra Civil, hi hagué en una part del recinte la Fundición Dalia, i posteriorment hi arribaren l'empresa Arnella del sector de paper i arts gràfiques, i diversos tallers mecanometal·lúrgics. La gran flexibilitat dels espais de la fàbrica d’estampats permetia encabir totes aquestes noves activitats sense canvis estructurals. L'única modificació significativa de les dècades de la postguerra fou l'addició d'algunes naus i coberts de poca qualitat formal i constructiva, sobretot pel flanc sud.
S'hi accedeix a través del carrer d'Emília Coranty, 16 (abans passatge del Marquès de Santa Isabel, 40). A l'entrada hi ha un edifici que fa les funcions de porteria. A l'interior hi ha les naus industrials, un parell de zones verdes, espai d'aparcament i la cantina. Els passatges, de diferents amplàries, surten del patí que hi ha l'entrada. Al passatge principal hi ha un pont elevat de fusta que uneix dues naus per la primera planta. Les edificacions estan arrebossades i pintades de diferents colors, mentre que la xemeneia, de forma troncocònica, és de maó vist. Un altre element característic és la torre del rellotge. Les naus allargades i d'una alçada màxima de dues plantes, amb grans obertures que faciliten la il·luminació, segueixen l'estil neoclàssic propi de mitjan segle xix. Les llargues naus diàfanes estan formades per una estructura a base d'encavallades i pilars. L'estructura de les naus de dues plantes està formada per capitells i pilars de fosa (fabricats per l'empresa Bonshom i Lacoma, important foneria ubicada a Sant Martí a mitjan segle xix) que suporten bigues de fusta o metàl·liques. Una de les primeres naus que es va construir presenta pilars d'obra amb arcs d'àmplia llum.
En el cas de les naus d'una sola planta, l'estructura de les cobertes està formada per encavallades de fusta reblonades, amb lluernaris a la part superior. Algunes cobertes de teula han estat substituïdes per uralita. Pel que fa a les obertures, n'hi ha d'arc de mig punt i d'altres amb llinda amb forma d'arc rebaixat. Aquesta alternança dona un sentit unitari i de conjunt.

## Intervencions arqueològiques
El 2001 s'hi va realitzar una intervenció arqueològica als carrers d'Emília Coranty, Marroc i Espronceda, que posà al descobert algunes estructures relacionades amb el complex fabril: un col·lector de notables dimensions que segueix el traçat d'una séquia anterior a la fàbrica, amb una cronologia de la segona meitat del segle xix o inicis del segle xx; un mur amb el seu fonament conservat en una alçada d'1 m aproximadament, el qual delimitaria un passadís d'entrada a la fàbrica amb una cronologia de 1877-1907; una petita claveguera amb orientació nord-sud d'aquesta mateixa cronologia.
Els treballs duts a terme el 2010 a l'espai conegut com a «Hangar», van consistir, en primer lloc, en la documentació de les estructures que s'havien d'enderrocar, així com de les façanes. En segon lloc, es va dur a terme un control arqueològic dels rebaixos del nivell de circulació actual, d'entre 40 i 60 cm de profunditat. També es va fer el control de l'obertura d'un soterrani a la nau 2. Totes aquestes actuacions van permetre conèixer millor l'evolució del recinte des del 1866, quan es va construir la casa del porter i, posteriorment, entre finals del segle xix i inicis del segle xx, quan es van construir les naus 2 i 3. Cal esmentar el fet que es van detectar alguns fragments de ceràmica romana rodada.
El 2011 es va dur a terme una altra intervenció, relacionada amb la construcció de la nova seu de la Casa de les Llengües al recinte. Arran de la intervenció i a banda de les restes pròpiament relacionades amb la fàbrica, es documentaren un seguit d'estructures de cronologia romana molt arrasades; una estructura circular de 6 m de diàmetre i la cantonada d'una edificació de planta rectangular. Per sobre aquestes restes es documentà un nivell de terraplenament on es recuperà material ceràmic d'època medieval i moderna a banda de diverses rases orientades nord-sud, segurament vinculades a tasques agrícoles i un pou.